# Cedusa africana
Cedusa africana är en insektsart som först beskrevs av Synave 1973.  Cedusa africana ingår i släktet Cedusa och familjen Derbidae. Inga underarter finns listade i Catalogue of Life.